# Dampetrus soerenseni
Dampetrus soerenseni is een hooiwagen uit de familie Assamiidae.